# Villaverde de Arriba
Villaverde de Arriba es una localidad española, perteneciente al municipio de Garrafe de Torío, en la provincia de León y la comarca de Tierra de León, en la Comunidad Autónoma de Castilla y León.
Situado en la margen izquierda del Río Torío.
Los terrenos de Villaverde de Arriba limitan con los de Palacio de Torío al norte, Gallegos de Curueño y Barrillos de Curueño al noreste, Santa María del Monte del Condado al este, Villamayor del Condado, Villafeliz de la Sobarriba y Santovenia del Monte al sureste, Castrillino y Villaverde de Abajo al sur, San Feliz de Torío al suroeste, Riosequino de Torío al oeste y Palazuelo de Torío al noroeste.
Perteneció a la antigua Jurisdicción del Valle de Torío.

## Cultura

### AsociaciónLos Telares del Torío
La Asociación Cultural y Recreativa "Los Telares del Torío" es una entidad activa en la localidad de Villaverde de Arriba, en el municipio de Garrafe de Torío, provincia de León. Forma parte de una red de asociaciones que colaboran en la promoción de la cultura, el patrimonio y el desarrollo social en la cuenca del río Torío.

#### Colaboraciones y proyectos conjuntos
Los Telares del Torío es una de las trece asociaciones que firmaron un manifiesto en octubre de 2024 en defensa de la línea ferroviaria de FEVE, mostrando su compromiso con la preservación de infraestructuras históricas y la mejora de la conectividad en la región.
Además, la asociación forma parte de la Asociación Consejo y Cuenca del Torío, que trabaja en la conservación y mejora de la gestión del agua en la zona, colaborando con la Universidad de León en proyectos como el Aula del Agua Aquatorío.

#### Actividades y eventos
Los Telares del Torío organiza diversas actividades culturales y recreativas tanto en Villaverde de Arriba como en diferentes pueblos de la provincia, contribuyendo al enriquecimiento de la vida comunitaria y al fomento de las tradiciones locales.
La asociación desempeña un papel fundamental en la preservación del patrimonio cultural y natural de Villaverde de Arriba y la cuenca del río Torío, colaborando con otras entidades y asociaciones para promover el desarrollo sostenible y la identidad local.